# Cum religiosi aeque
Cum religiosi aeque è una enciclica di papa Benedetto XIV, datata 26 giugno 1754, nella quale il pontefice esorta arcivescovi, vescovi e parroci ad intensificare la loro azione pastorale perché si diffondano l'insegnamento e l'apprendimento della dottrina cristiana.

## Fonte
- Tutte le encicliche e i principali documenti pontifici emanati dal 1740. 250 anni di storia visti dalla Santa Sede, a cura di Ugo Bellocci. Vol. I: Benedetto XIV (1740-1758), Libreria Editrice Vaticana, Città del Vaticano 1993